# Lothar Meyer
Julius Lothar von Meyer (1830-1895) là nhà hóa học người Đức. Năm 1870, sau quá trình nghiên cứu độc lập, Meyer cũng đưa ra một bảng tuần hoàn các nguyên tố hóa học như Dmitry Mendeleev. Nếu so sánh các bảng tuần hoàn của họ với nhau, chúng ta có thể thấy sự tương tự đáng kinh ngạc ở cả hai. Tuy nhiên, do Mendeleev công bố công trình nghiên cứu nổi tiếng nhất của mình vào năm 1869, nên nhà hóa học người Nga được hưởng quyền ưu tiên phát minh. Điều này khiến người ta chỉ nhớ tới Mendeleev khi được hỏi: Ai là người đã phát minh ra bảng tuần hoàn các nguyên tố hóa học?, mà quên rằng Meyer cũng nghiên cứu và tìm ra nó. Đây là điều không phải là hiếm của giới khoa học.